# Molophilus tricuspidatus
Molophilus tricuspidatus là một loài ruồi trong họ Limoniidae. Chúng phân bố ở miền Cổ bắc.